# Prowincja Biella
Prowincja Biella (wł. Provincia di Biella) – prowincja we Włoszech. 
Nadrzędną jednostką podziału administracyjnego jest region (tu: Piemont), a podrzędną jest 
gmina. 
Liczba gmin w prowincji: 82.